# Head Peak
Head Peak är en bergstopp i Antarktis. Den ligger i Östantarktis. Nya Zeeland gör anspråk på området. Toppen på Head Peak är 2 415 meter över havet, eller 7 meter över den omgivande terrängen. Bredden vid basen är 0,15 km.
Terrängen runt Head Peak är huvudsakligen kuperad. Trakten är obefolkad. Det finns inga samhällen i närheten. 